# Ford StreetKa
Ford StreetKa – samochód sportowy klasy miejskiej produkowany pod amerykańską marką Ford w latach 2002–2005.

## Historia i opis modelu

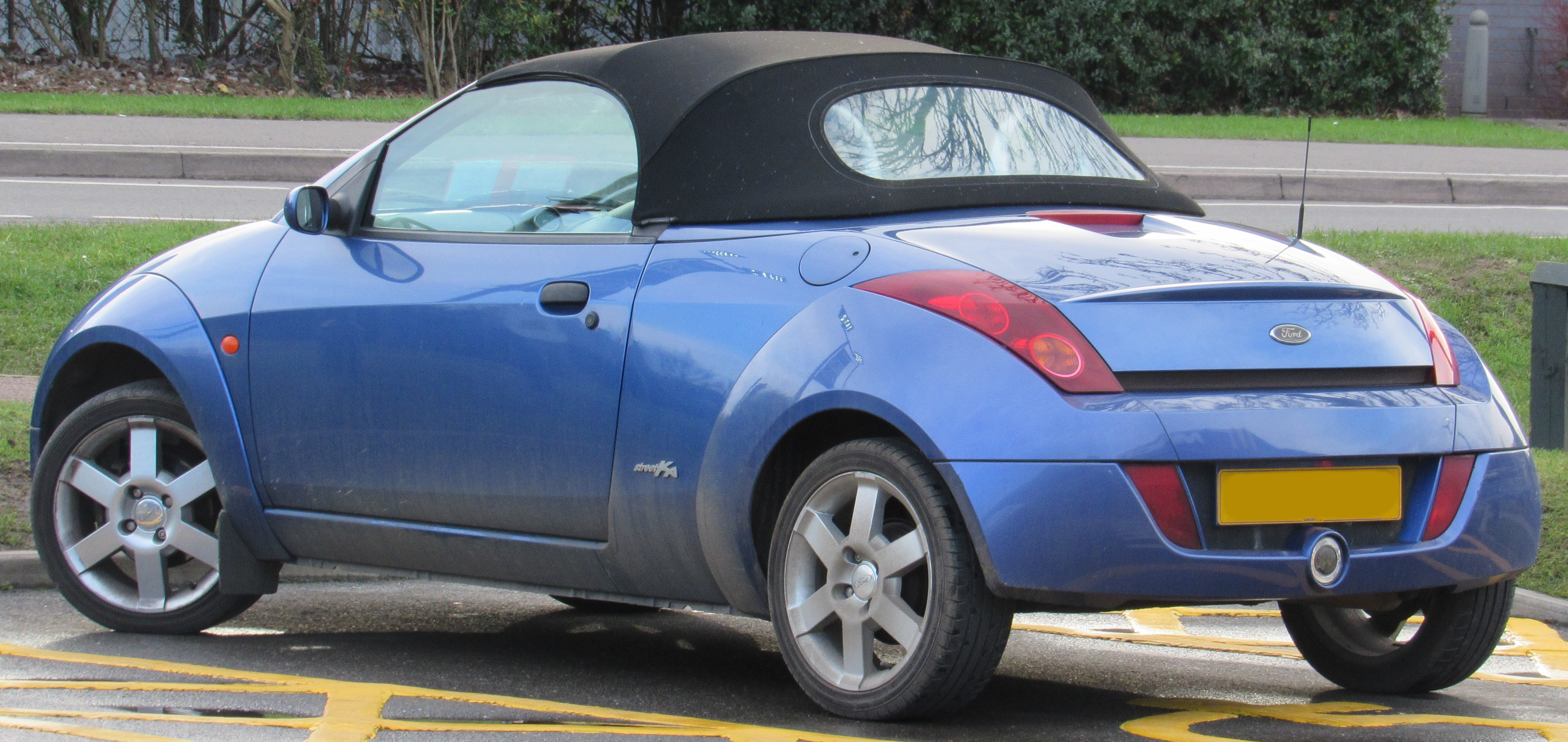
Ford StreetKa – tył

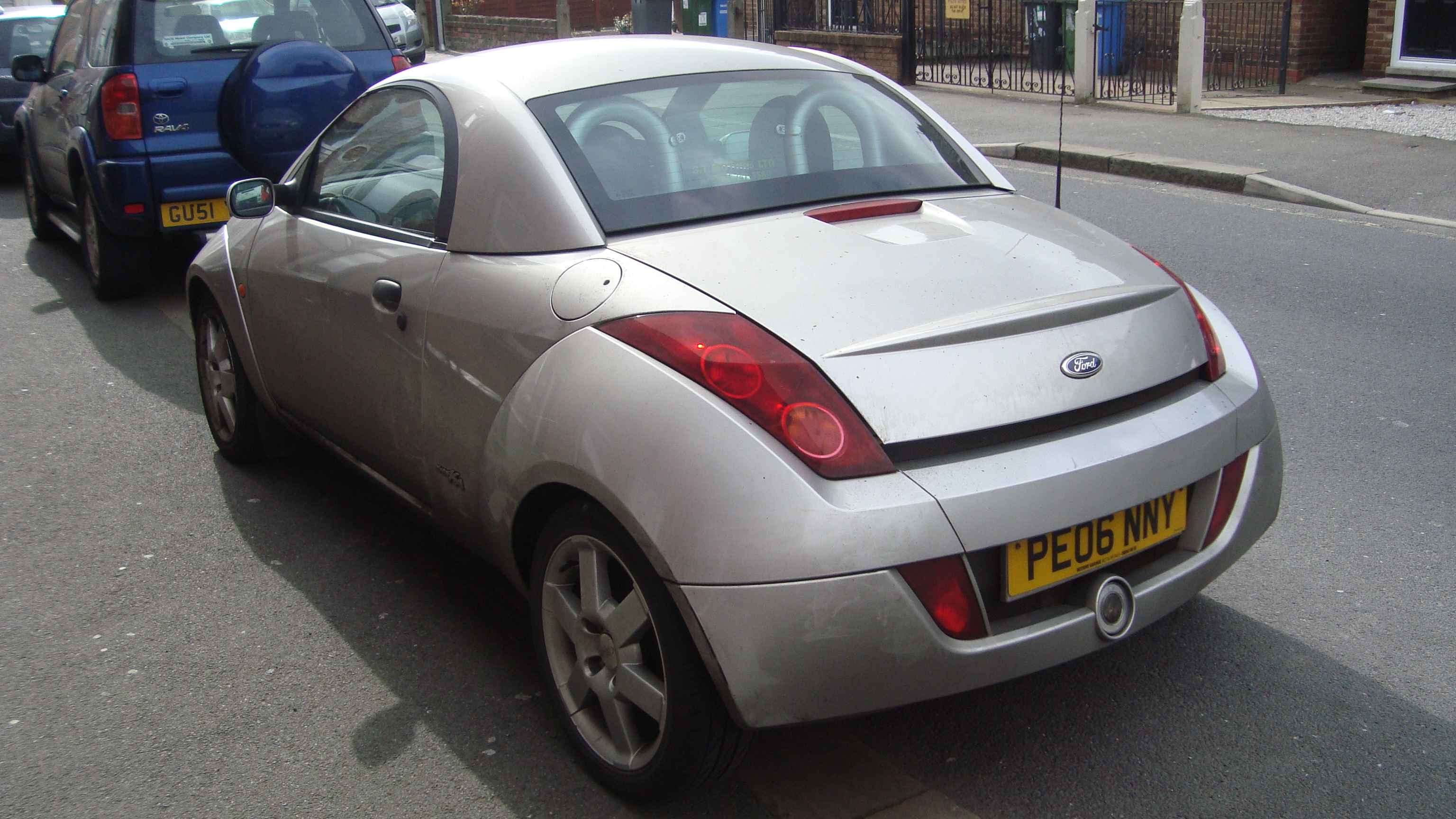
Ford StreetKa Hardtop

Była to wersja roadstera modelu Ka z miękkim składanym dachem, różniąca się od niego trójbryłowym, zaokrąglonym nadwoziem z innym kształtem reflektorów i zmodyfikowanym pasem tylnym. Samochód wytwarzano we Włoszech w zakładach Pininfariny.
Do napędu posłużył silnik R4 Duratec 8V o pojemności 1,6 litra i mocy maksymalnej 94 KM. Pozwalał on na osiągnięcie prędkości maksymalnej 174 km/h. Napęd przenoszony był poprzez 5-biegową manualną skrzynię biegów na oś przednią.

### Dane techniczne
- R4 Duratec 8V 1,6 l (1597 cm³), 2 zawory na cylinder, SOHC
- Układ zasilania: wtrysk
- Średnica cylindra × skok tłoka: 82,07 mm × 75,48 mm
- Stopień sprężania: 9,5:1
- Moc maksymalna: 95 KM (70 kW) przy 5500 obr./min
- Maksymalny moment obrotowy: 135 N•m przy 4250 obr./min
- Przyspieszenie 0–100 km/h: ~10,383 s
- Prędkość maksymalna: 190 km/h
- Średnie zużycie paliwa: 7,9 l/100 km

## Źródła
- 2002 Ford StreetKa. carfolio.com. [dostęp 2012-04-28]. (ang.).